# Despocija
Despocija (od grč. δεσπότης: gospodar, vladar), vrsta političkog sustava. U ovoj se vrsti sustava vlada despotski (usporedi despotizam). Takvi sustav imali su Babilon, Perzija i Egipat, staroistočne robovlasničke monarhije. Istim pojmom naziva se sustave nastale nakon propasti Bizantskoga carstva, na čijem je čelu bio despot. Despot je bio također, monarh ali na društvenoj ljestvici niže od kralja i cara. Despocijom Montesquieu je despocijom okvalificirao vrstu države koja nije ni republika ni (ustavna) monarhija.